# Jay (Oklahoma)
Pour les articles homonymes, voir Jay.
Jay est une ville des États-Unis d’Amérique, siège du comté de Delaware (Oklahoma). La commune comptait 2 448 habitants en 2010. 